# الهاربان (فلم)
الهاربان هو فيلم مصري من إنتاج سنة 1993.

## قصة الفيلم
تدور قصته حول زوجين يهربان طول الوقت من جريمة قتل هما أبرياء منها.
تبدأ القصة باضطرار والد محروس برهن طاحونته لدى مرابي القرية، ثم يموت فجأة مرابي القرية، ويُتهم محروس (سمير غانم) ظُلماً بقتله، فيهرب محروس مع زوجته (نورا)، ويواجهان عدة مصاعب منها توليد امرأة في الطريق، ومساعدة امرأة جاك (جليلة محمود) من الاغتصاب. يحاول جاك (سامي سرحان) أن يستغل محروس في تهريب الآثار رغم علمه ببرائته.

## وصلات خارجية
- الهاربان على موقع الدهليز
- الهاربان على موقع قاعدة بيانات الأفلام العربية
- الهاربان على موقع قاعدة بيانات الفيلم (الإنجليزية)
- الهاربان على موقع ليتربوكسد (الإنجليزية)
- الهاربان على موقع الدهليز
- الهاربان على موقع كاروهات